# Doazon
Doazon é uma comuna francesa na região administrativa da Nova Aquitânia, no departamento dos Pirenéus Atlânticos. Estende-se por uma área de 6,08 km². Em 2010 a comuna tinha 189 habitantes (densidade: 31,1 hab./km²).